# Fort Saint-Michel
Pour les articles homonymes, voir Fort Saint-Michel (Malte).
Le fort Saint-Michel (néerlandais : Fort Sint-Michiel) est une ancienne forteresse située à Venlo, dans la province néerlandaise du Limbourg. Le fort est nommé d'après l'archange Michel, dans le chapitre des Révélations de la Bible, qui fait la guerre contre Satan et qui est le protecteur de la piété d'Israël. La construction du fort Saint-Michel a débuté en 1641 au jour de la Saint Michel, le 29 septembre.

## Histoire

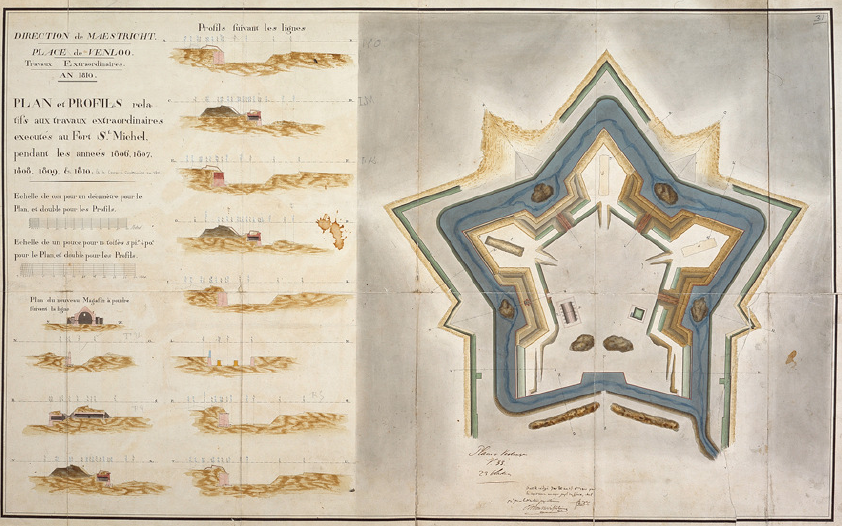
Plan du fort Saint-Michel lors des travaux vers 1810

Vers 1450 il existait une fortification sur la rive ouest de la Meuse, derrière la maison de traverse Staay, sur le site de la caserne existante. Elle était composée d'une simple palissade de bois. Ensuite autour de Venlo, une ceinture de bastions a été construite. Les soldats étaient alors cantonnés parmi les citoyens dans la ville.

### La guerre de Quatre-Vingts Ans
Pendant la guerre de Quatre-Vingts Ans, en 1572, Guillaume d'Orange a été le premier à effectuer une tentative pour conquérir la ville de Venlo sur Philippe II d'Espagne, mais sans succès. En 1579, son fils Maurice, âgé de 12 ans, a fait d'une autre tentative qui, cette fois, conduit à la prise de la ville.
En 1585, sur la rive ouest de la Meuse un ouvrage à cornes est construit. Cet ouvrage à cornes, composé d'une rampe avec poste de garde, fit comme base l'année suivante pendant le siège par Alexandre Farnèse, duc de Parme dans le service du roi d'Espagne. En juin 1586, Venlo retourne dans les possessions espagnoles.
En 1632, pendant la guerre de Quatre-Vingts Ans, le prince Frédéric-Henri (en néerlandais surnommé le Stedendwinger), conquit Venlo sur les Espagnols. Ils détruisirent le fort entièrement et le 25 août 1637, le prince perdit la ville, après un siège long et coûteux, encore une fois au profit de ces mêmes Espagnols. Voulant améliorer la défense de la ville et bien qu'il y avait une structure défensive efficace sur le côté de la Meuse depuis le XVIe siècle, le Steenen Bolwerck, néanmoins il fut décidé de construire un fort de l'autre côté de la Meuse. Comme sa construction avait été lancée le 29 septembre 1641, le jour de la Saint-Michel, le fort en a été nommé ainsi.
En 1646, Frédéric Henri fit une autre tentative pour reprendre le fort et la ville de Venlo. Parce que le fort était pleinement achevé (il est devenu totalement fonctionnel en 1644), cette tentative a échoué.

### La paix de Westphalie et laguerre de Succession d’Espagne

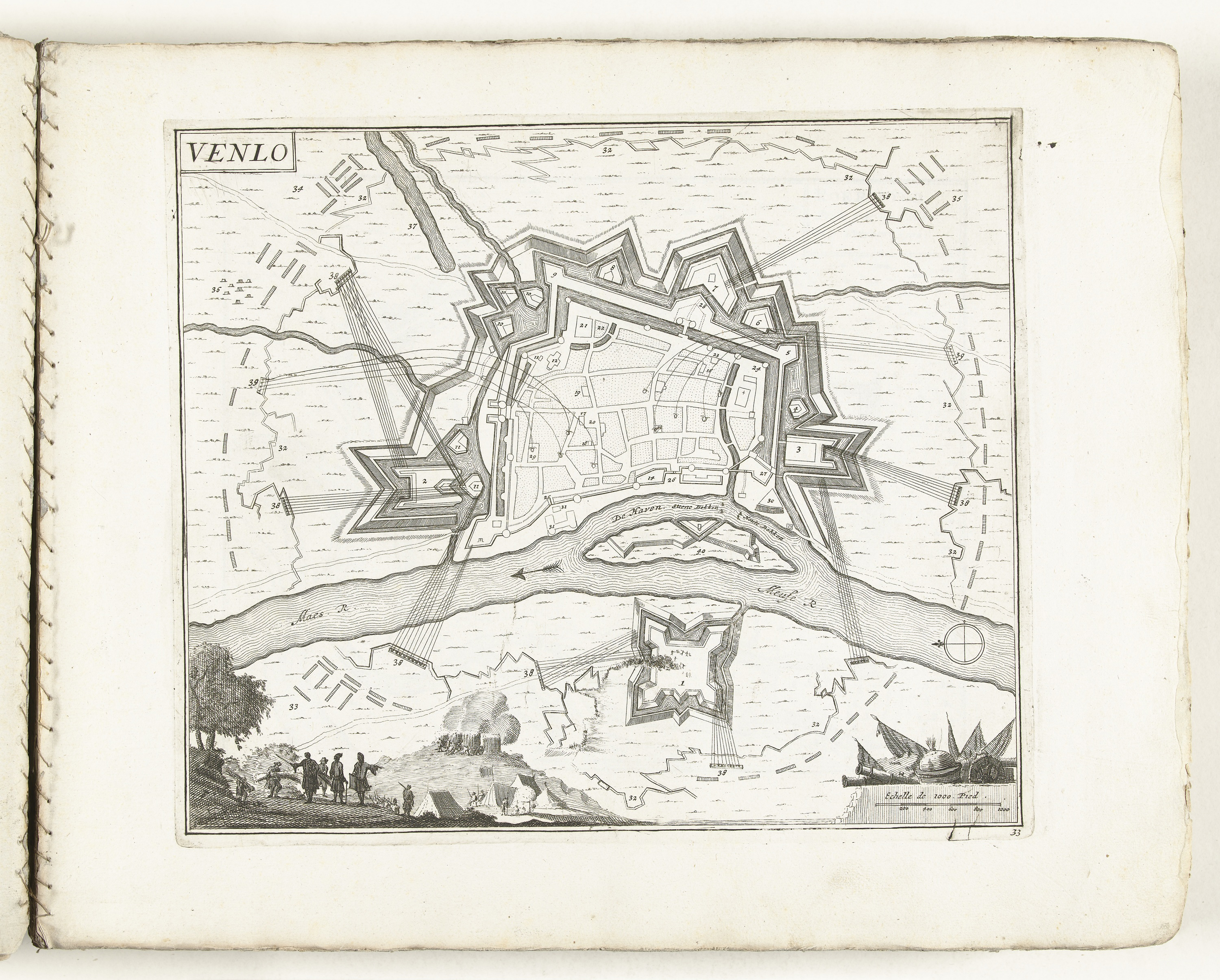
Le Fort Saint-Michel (en bas) lors du siège de Venlo en 1702

Lors de la paix de Westphalie, la forteresse de Venlo a été transférée à la République des Sept-Provinces Unies. Mais Venlo reste aux mains des Espagnols.
En 1702, le fort reste assiégé pendant un mois. En septembre de cette année, après une victoire majeure par ailleurs, des tirs de joie accueillent cette heureuse nouvelle. Ces tirs sont alors considérés par le commandant du fort comme le signe d'une intensification du siège. Comme la garnison en l'état, ne pouvait contenir une nouvelle attaque, il décidât de se rendre. Et ainsi, Menno van Coehoorn réussit à prendre le fort et la ville. Cette même année, le comte de Varo devint le commandant du fort.
Ensuite trois nouvelles fortifications sont construites autour de la ville et renforcent sa défense : le Fort Ginkel (devant la porte de Gueldre), le Fort Beerendonck (près de l’église Saint-Martin), et le Fort de Cologne (nl) (devant la porte de Cologne). La porte de Tegelen, qui date du XIVe siècle et prolonge la rue Jodenstraat, a été remplacée par la porte de Ruremonde près de la rue Vleesstraat.
L'État a également construit des bâtiments militaires importants dans la ville : l'arsenal, deux poudrières – à côté de l’église Saint-Martin et dans la rue Helschriksel – et deux autres grands bâtiments (le Grote Blok et le Klein Blok) près de la porte de Ruremonde. La construction de ces deux bâtiments soulageait l'impact de la présence de la garnison sur la ville. Beaucoup de logements ont été libérés du cantonnement militaire et rendus aux citoyens.

### Époque française et époque belge
Le 12 février 1793, le fort est occupé par les troupes Françaises révolutionnaires de l'armée du Nord. Cela a permis pendant l'offensive française sur la ville, d'avoir les remparts sous le feu.
Après la chute de Napoléon Bonaparte, les troupes françaises se sont retirées et le fort ainsi que la ville sont retournés aux mains de l'État néerlandais.
Certains rapports du XVIIIe siècle décrivent négativement le potentiel du fort Saint-Michel. Celui-ci étant situé trop loin de la Meuse, il était relativement assez facile pour l’ennemi de le prendre, puis d'être utilisé comme base d'appui pour attaquer la ville. En conséquence, en 1831, pendant la révolution belge, le fort Léopold a été construit entre le fort Saint-Michel et la Meuse.
En raison de la proximité de ces sites, une estimation de l'époque indique qu'un quart de la ville était occupé par les militaires, alors que Venlo était déjà surpeuplée.
Les remparts de la ville bloquaient son développement et il avait été interdit de construire à l'extérieur de l'enceinte pour des raisons stratégiques. Cela a conduit à des situations irresponsables en matière de logement et d'hygiène. Par exemple, des entreprises polluantes étaient trop proches de maisons occupées par de nombreuses familles.

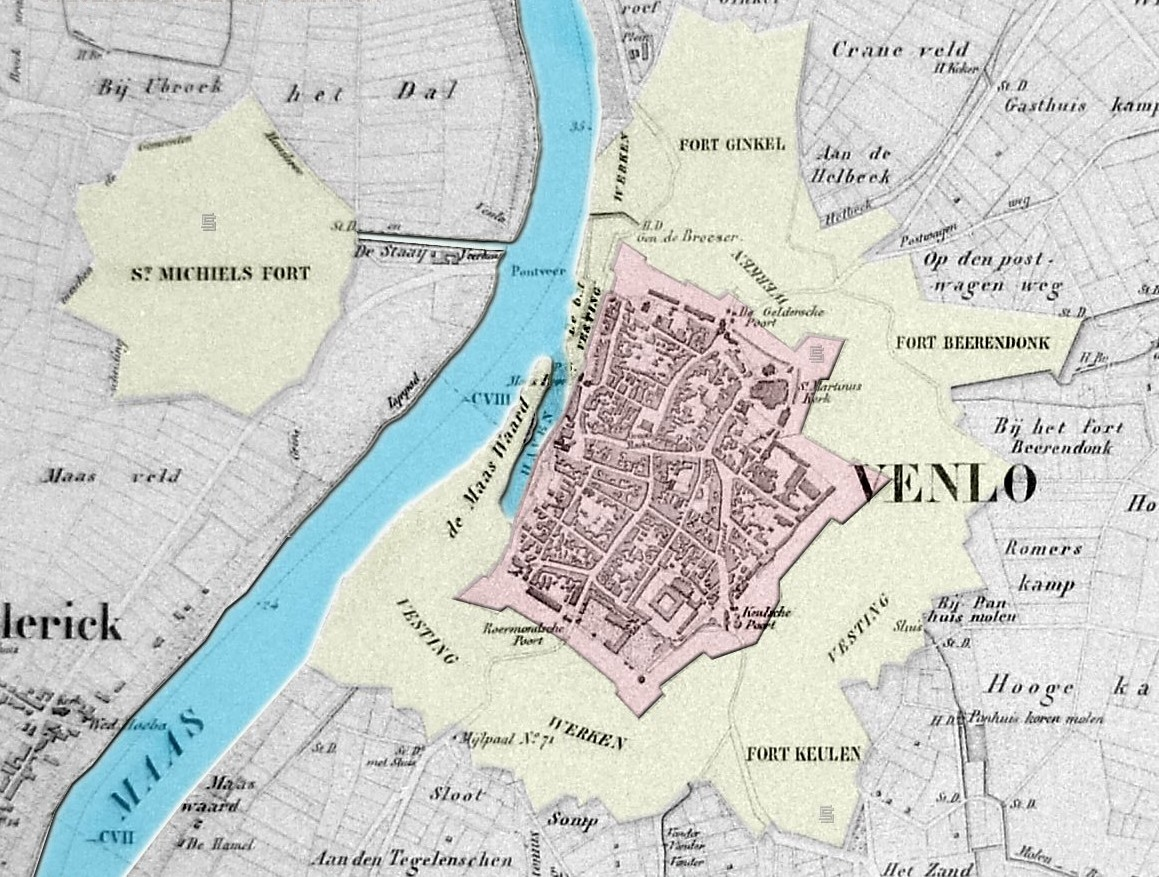
La position du Fort Saint-Michel face à la ville sur une carte de 1850

## Démantèlement
En 1867, Venlo a été libérée de son statut de forteresse. Les fortifications ont été démolies rapidement. Seules, sur la rive ouest de la Meuse (De Luif) et dans le jardin du monastère Mariaweide, des parties du mur d'enceinte sont encore en place.
Commandé par le gouvernement, l’ingénieur Van Gendt a conçu un plan pour créer de nouvelles rues autour de la vieille ville. Cependant la ville n’était toujours pas libérée de la présence de l’armée car le gouvernement a exigé que la caserne des Minderbroeders reste en usage.
Ce n'est qu'en 1909 qu'un accord a été conclu entre la municipalité de Venlo et le gouvernement sur la fermeture de la caserne. La municipalité a reçu la caserne et a cédé en échange le terrain de l’ancien fort Saint-Michel. L’ancien monastère (à l’exception de l’église, actuellement la Jongerenkerk) et les bâtiments restants de la caserne ont été démolis.

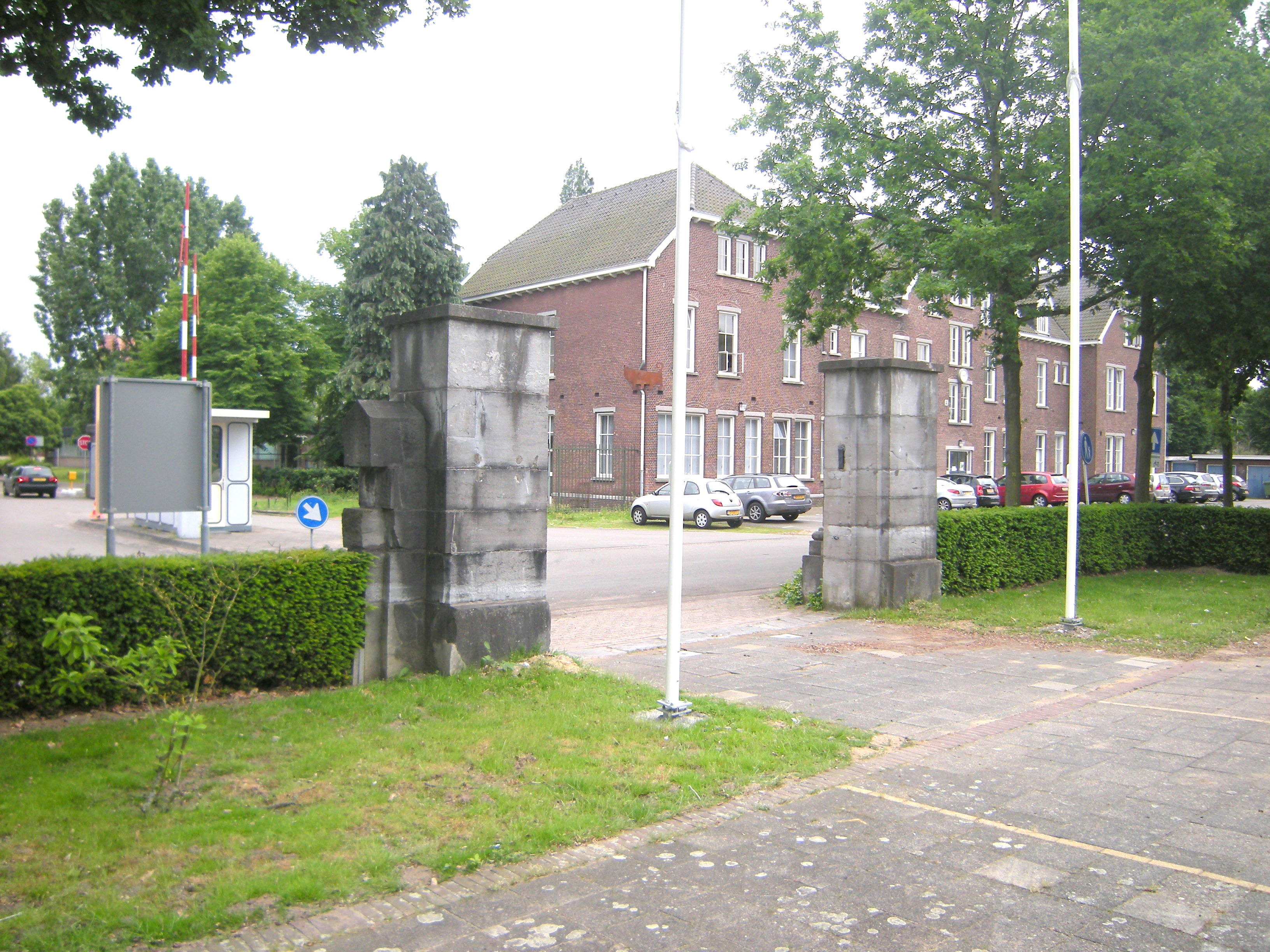
Ces piliers sont les seuls vestiges visibles du Fort Saint-Michel

### La caserne Frédéric-Henri
Entre 1910 et 1913, sur le site du Fort Saint-Michel, la caserne Frédéric-Henri a été construite : un grand complexe qui comprend quatre bâtiments de cantonnement, des hangars d’exercice, un poste de garde, un gymnase, des bâtiments privés, des entrepôts d’armes, des écuries et un hôpital.
ECe complexe a été inauguré en novembre 1913. Un bataillon d’infanterie y était en garnison. Puis à partir de 1947, il a abrité également la gendarmerie pour le district de Venlo.
Après la Seconde Guerre mondiale, la caserne abritait une école militaire de conduite jusqu'au démantèlement de celle-ci.

## Développement et projet
La municipalité de Venlo a acheté le site et, sous le nom de MFC De Kazerne, a développé un plan pour le réaménagement de la presque totalité du terrain de la caserne. Parmi les projets, un nouveau stade de football devait être construit sur le site. La gendarmerie a également quitté la zone et dans le bâtiment au bord du site qu’elle occupait, l'agence de réhabilitation s'est installée.
Le 13 août 2011, une association s’est présentée avec le projet de préserver l'ensemble du fort. Ce groupe veut s’assurer que la municipalité adapte ses plans et ouvre le fort au public, de la même manière que dans les villes de Bourtange et de Naarden.

## Recherches archéologiques
À la suite des recherches archéologiques menées en 2010, la municipalité de Venlo annonce officiellement le 10 novembre de cette même année, la découverte de certaines parties de l'ancien Fort Saint-Michel. Ces vestiges sont en bon état. Elle indique également étudier le devenir de ces découvertes.
Au début 2012, des précisions sont apportées sur la poursuite du développement de ce projet.
Ces restes archéologiques sont considérés comme particulièrement intéressants pour l'histoire des Pays-Bas car ils concernent un des quelques forts construits par les espagnols sur le sol néerlandais. Un rapport archéologique précise que le caractère original de cette découverte réside uniquement dans l’état de préservation particulièrement bon des vestiges.

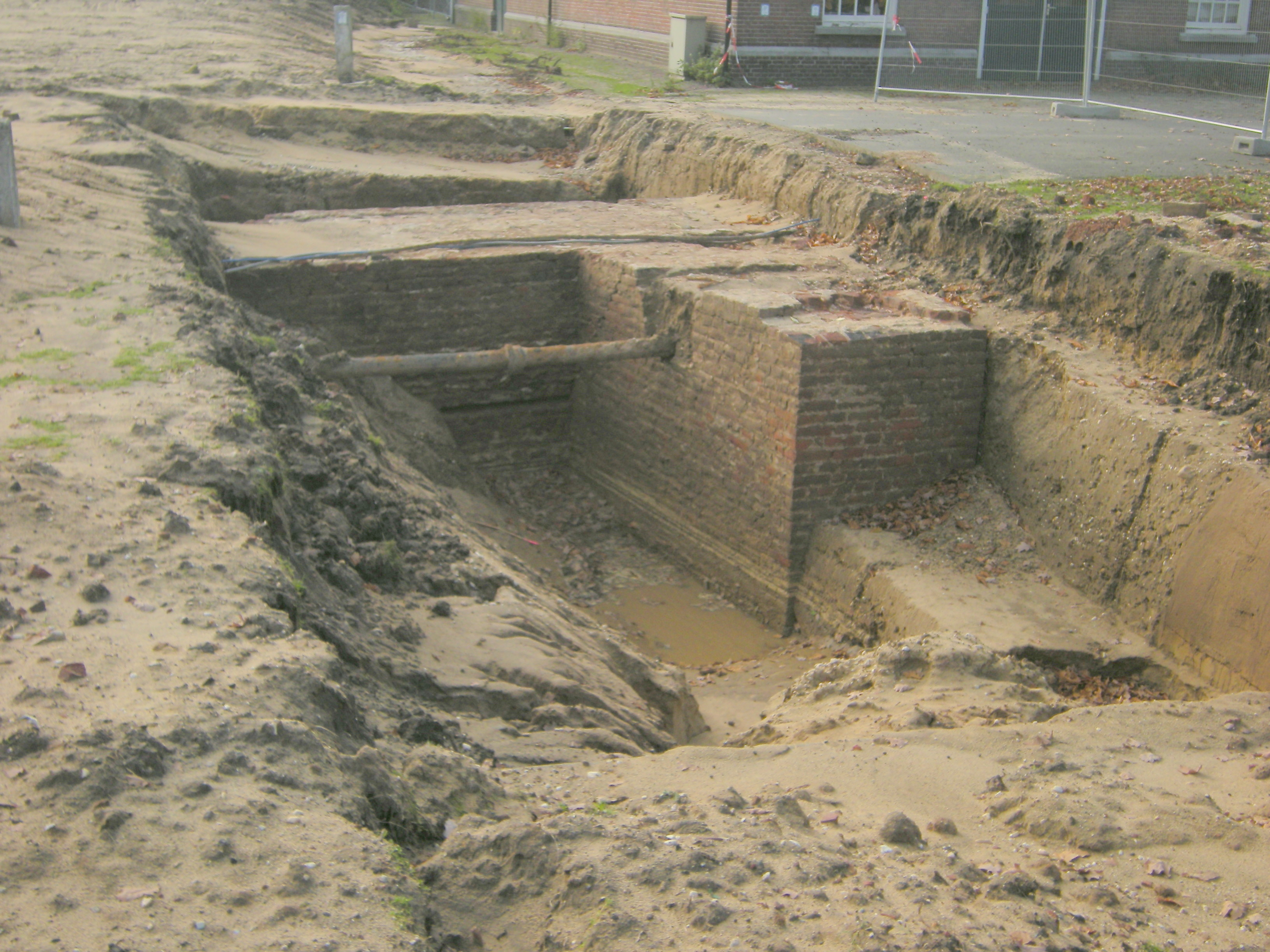
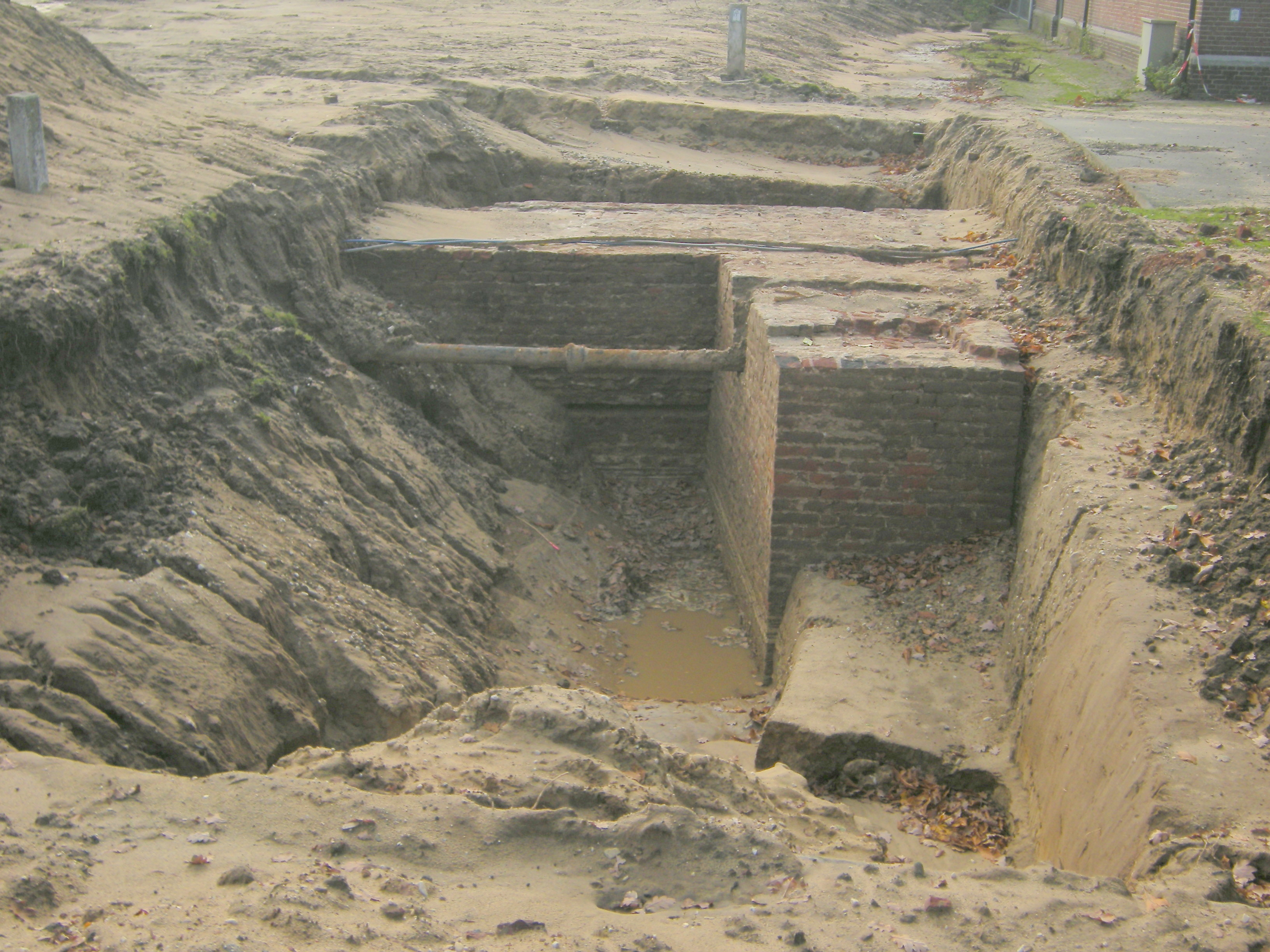
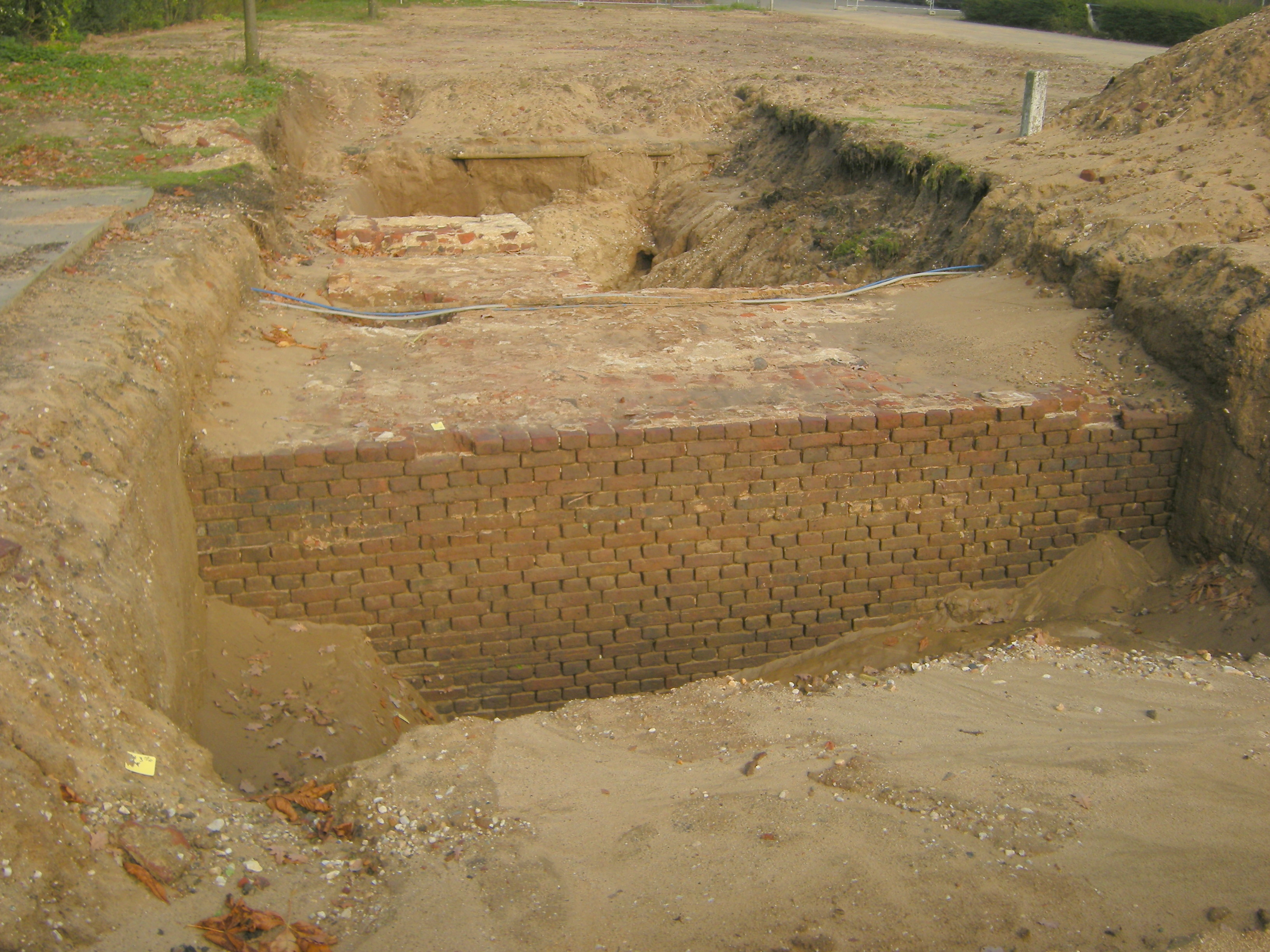
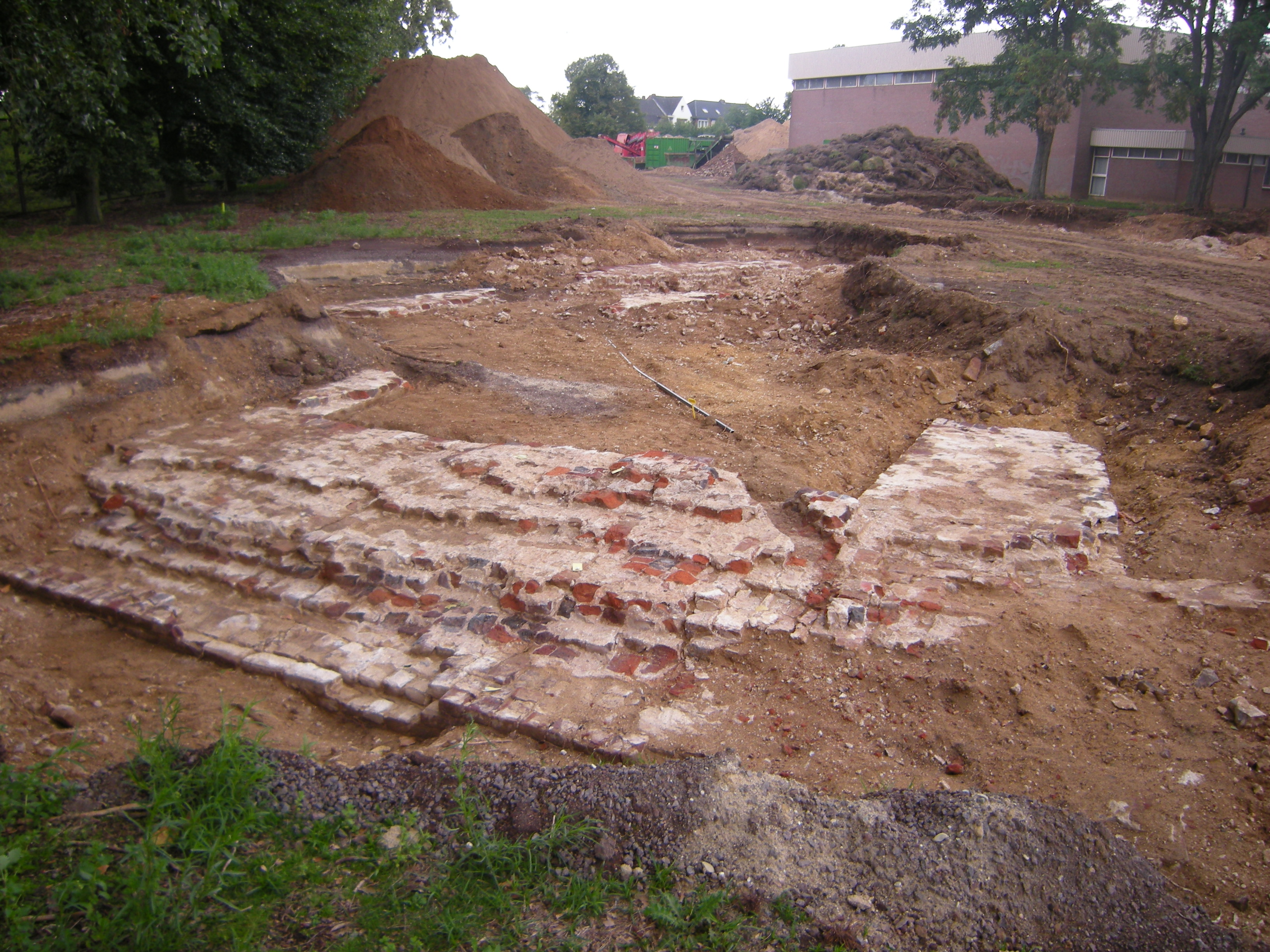
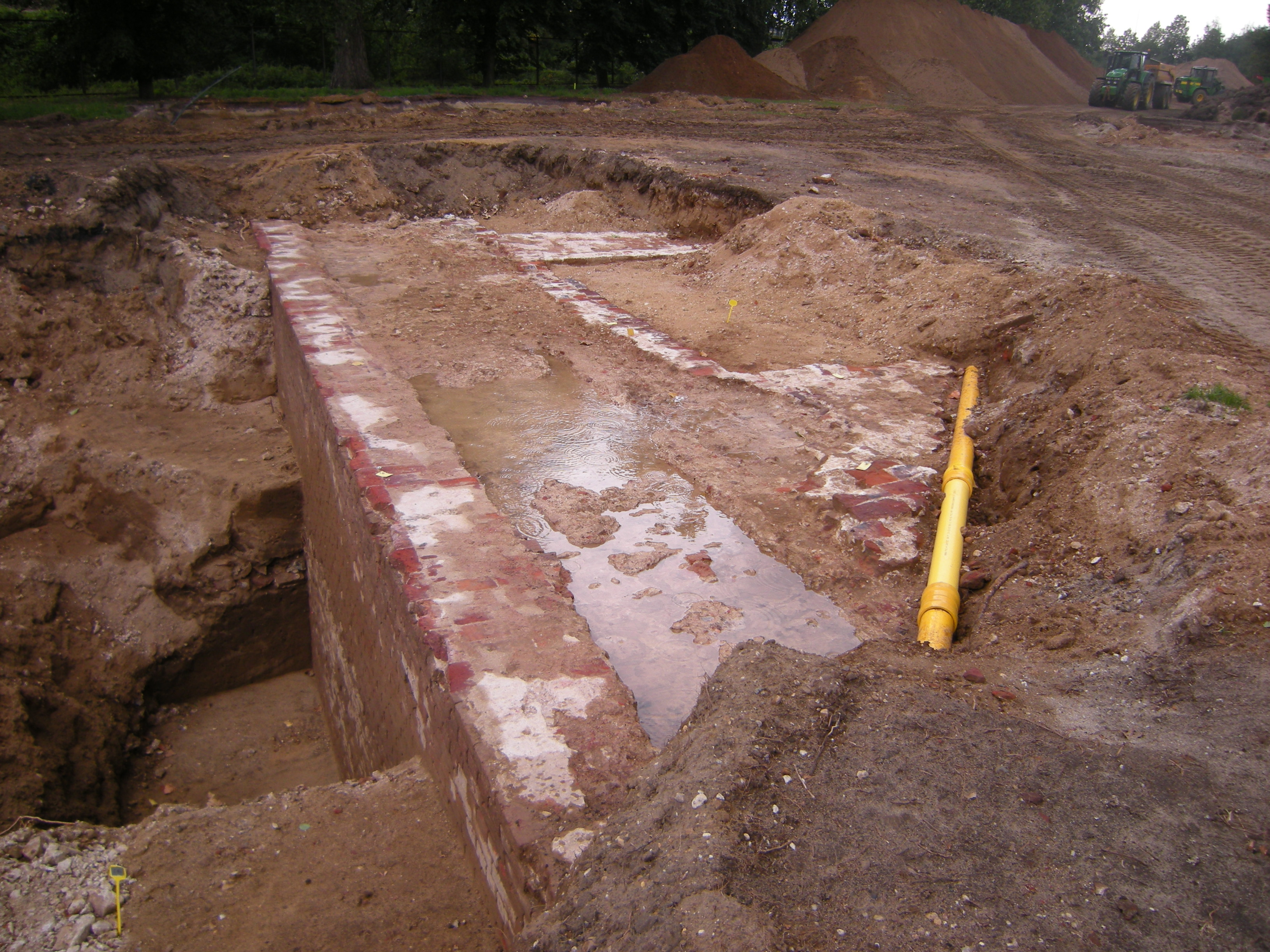

## Sources
- (nl) Frans Hermans e.a 1999: Venlo. Historische stedenatlas van Nederland  (ISBN 90-407-1992-6)
- (nl) Koos Berghs & Martin bergevoet 2004: De Venlose Vesting 1343-1867  (ISBN 90-621649-86)
- (nl) http://www.limburgsejagers.nl/nieuws/RLJ_200211_05.html
- (nl) http://venlo.sp.nl/2008/0803_SP_Venlo_Historie_Frederik_Hendrik%20_Kazerne.pdf
- (nl) http://www.sam-limburg.nl/actueel.aspx?id=176